# Agathosma serpyllacea
Agathosma serpyllacea är en vinruteväxtart som beskrevs av Martin Heinrich Karl von Lichtenstein och Roem. & Schultes. Agathosma serpyllacea ingår i släktet Agathosma och familjen vinruteväxter. Inga underarter finns listade i Catalogue of Life.